# Schloss Raigering

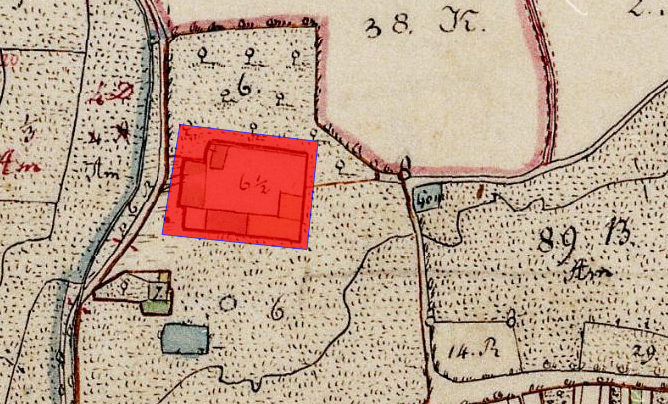
Lageplan von Schloss Raigering auf dem Urkataster von Bayern

Das Schloss Raigering befand sich im heutigen Ortsteil Raigering der oberpfälzischen Stadt Amberg in Bayern. Das Schloss ist in der ersten Hälfte des 19. Jahrhunderts abgegangen. Die Anlage wird als Bodendenkmal unter der Aktennummer D-3-6537-0149 im Bayernatlas als „archäologische Befunde des abgegangenen frühneuzeitlichen Hofmarkschlosses von Raigering“ geführt. 

## Geschichte
Der Name Raigering wird 1253 erstmals in einer Urkunde des Klosters Kastl genannt. 1280 erscheint der Name des Ortes auch im Urbar von Ludwig der Strenge unter dem Namen Reichkeringerius auf. 1367 werden Konrad und Hans die Rehginger genannt, auch die Schreibweisen Räckering, Reckhering und Ragering werden in der Folge genannt.
1716 erhielt Heinrich Müller auf dem sog. Weihergut die Personallandsassenfreiheit. Unter seinem Nachfolger Johann Tobias Ignatius Nüz, Vizestatthalter und Graf von Warterburg, wurde Raigering zur Hofmark erhoben. 1723 erhielt er auch eine Konzession für ein Brauhaus. Seine Witwe besaß Raigering noch 1739. 1745 wurde Oberforstmeisteradjunkt Konstantin Josef Graf von Buttler mit dem Landsassengut belehnt. Er heiratete 1745 Elisabeth Baronesse von Jeszinsky aus Pandura (Slowenien), die nach dem Tod ihres Gatten die Besitzerin wurde. Von ihr kam das Gut an den Enkel Graf von Buttler. Dieser verkaufte am 31. Oktober 1812 seinen Besitz an Mayor von Yylander und dieser veräußerte das Gut bereits am 1. April 1816 an den Minister Graf Friedrich Karl von Thürheim. Dieser zerteilte das Gut. Das 1809 noch erwähnte Schloss ist im Kataster von Raigering von 1842 nicht mehr enthalten, es muss also abgegangen sein.

## Baulichkeit
Nach einem undatierten Plan war das Schloss ein zweigeschossiger Bau mit einem doppelten Walmdach und zwei kleineren Seitenflügeln. In dem Walmdach war eine Reihe von Dachgauben eingefügt. Das Schlossareal war durch eine Baum- und Heckenreihe vom Umland abgegrenzt, das Schloss selbst lag unterhalb des Krumbachs, der zugleich die Grenze zwischen der Hofmark und dem Dorf Raigering bildete. Das Schloss stand auf dem Areal der heutigen Pfarrkirche von Raigering, der alte Sportplatz des SV Raigering gehörte zum Schlossbesitz. Das Schlossgebäude ist auch auf dem Logo der 2018 gegründeten „D’Racheringer Panduren“ abgebildet.
Die Mauern des Schlosshofes dienten noch als Kulisse des Pandurenfestspieles „Einfälle der Franzosen 1796 in Raigering“, 1965 wurden auch diese für den Kirchenneubau abgerissen.